# Verpackungseinheit

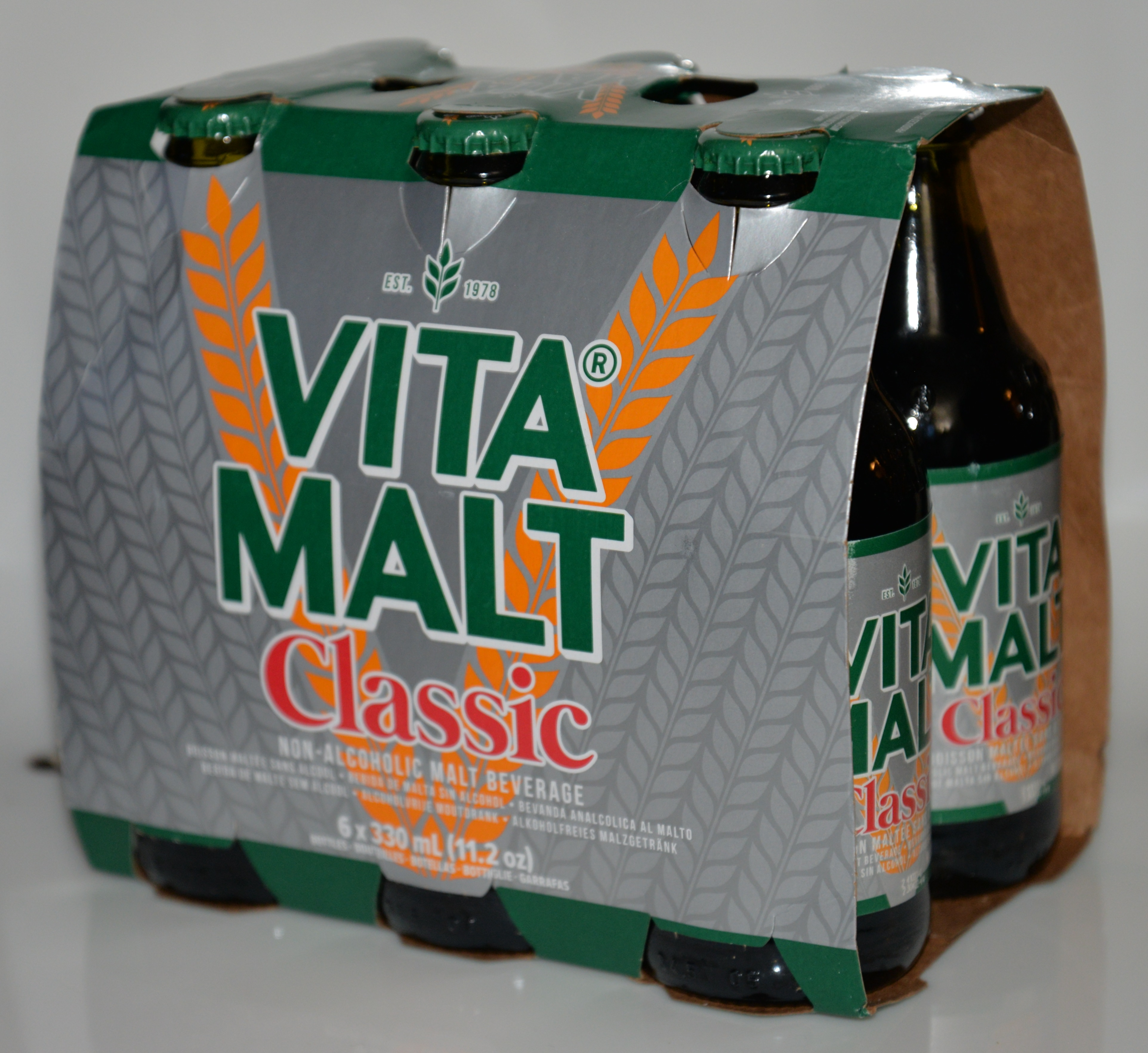
Sechserträger mit 0,33l Glasflaschen

Unter Verpackungseinheit (VPE) versteht man die Zusammenfassung mehrerer Verkaufseinheiten (VKE) zur besseren Handhabung, aber auch aus verkaufsstrategischen Gründen.
Zum Beispiel wird im Einzelhandel Mineralwasser oft in verschiedenen Verkaufseinheiten angeboten. Diese sind einzelne Flaschen zu:
- 0,33 Liter
- 0,50 Liter
- 0,70 Liter
- 0,75 Liter
- 1,00 Liter
- 1,50 Liter
- 2,00 Liter

Daneben werden in Plastikfolie oder Karton zusammengefasste Verpackungseinheiten angeboten:
- vier Flaschen, genannt Viererträger;
- sechs Flaschen, Sechserträger genannt.

Im Großhandel ist die Verpackungseinheit allgemein eine Palette (Transportpalette) mit mehreren Ebenen und beispielsweise 3 mal 4 Sechserträgern pro Ebene.
Verschiedene Sorten Fruchtsaft sind unter anderem auch in Sechserträgern erhältlich.
Fruchtschnitten bieten ein gutes Beispiel für den Unterschied zwischen Verkaufseinheit und Verpackungseinheit. Erstere ist zumeist eine Packung mit einer großen Schnitte oder z. B. 10 oder 12 kleinen Schnitten, wogegen letztere eine Schachtel mit z. B. 12 oder 18 Packungen ist.
Weitere Beispiele für Verpackungseinheiten sind:
- eine Stange (6, 8, 10 oder 12) Schokoriegel;
- mehrere (z. B. 5) Schwammtücher in einer Packung.

Ein anderes Beispiel bietet der Verkauf von Kabeln im Elektro-Fachhandel, in Bastel-, Super- und Großmärkten. Hier findet als Verkaufseinheit oft eine Rolle oder Spule mit 10, 25 oder 50 Metern Kabel Verwendung. Eine Verpackungseinheit wäre demnach z. B. fünf solche Rollen in einer Großpackung.